# جرزی
جِرزی (به انگلیسی: Jersey، /ˈdʒɜ:rzi/) یک جزیره وابسته به سلطنت بریتانیا است، اما بخشی از بریتانیا یا اتحادیهٔ اروپا نیست. با این حال، دولت بریتانیا برابر با قانون اساسی مسئول دفاع از آن و نمایندگی بین‌المللی آن است. جرزی در نزدیکی ساحل نرماندی فرانسه قرار دارد.
نام ایالت نیوجرزی آمریکا که بخشی از مستعمرات سیزدگانه انگلستان بود،از این جزیره گرفته شده است.
جزیرهٔ جرزی در دریای مانش واقع شده و وسعت آن ۱۱۶ کیلومتر مربع است. جرزی بزرگ‌ترین جزیره از جزایر مانش است و در ۱۴ مایلی (۲۳ کیلومتری) نرماندی قرار دارد. قلمرو پیشکاری آن شامل جزیره جرزی و برخی از جزایر اطراف آن مانند Les Dirouilles, Les Écréhous, Les Minquiers و Les Pierres de Lecq می‌شود.

## اقتصاد
اقتصاد جرزی بسیار توسعه یافته و خدمت‌گرا است و درآمد سرانه در این جزیره ۵۳٬۴۶۰ یورو در سال ۲۰۱۹ بوده‌است.
 جرزی یک اقتصاد مختلط، بر پایه اصول بازار آزاد است و زیرساخت‌های رفاهی توسعه یافته‌ای دارد. در سال ۲۰۱۰ جمعیت شاغل این جزیره ۵۳٬۴۶۰ نفر بوده‌است که ۲۴ درصد آن در زمینه مالی فعال بوده‌اند.

جرزی یکی از بزرگ‌ترین مناطق مالی دورکران است. انگلستان مانند مجرایی برای خدمات مالی به کشورهای اروپایی و این جزیره عمل می‌کند.
با وجود اینکه جزیره فصلی است، گردشگری از منابع اصلی درآمدی آن است. در تابستان جمعیت مسافر بیشترین تعداد را دارد که عمدتاً از طریق هوایی به جزیره سفر می‌کنند.

۵۲ درصد از جزیره زیر کشت است و عمده محصولات این جزیره، سیب زمینی و محصولات لبنی است. گاو جرزی از نژادهای کوچک گاو است که به خاطر شیر و خامه با کیفیت آن شناخته شده‌است. گوشت آن نیز در محافل کمتری شناخته شده‌است.

### پول
سیاست پولی جزیره مطابق با بانک انگلستان است و واحد پولی آن پوند استرلینگ است.

## نگارخانه

تقسیمات شهری جرزی
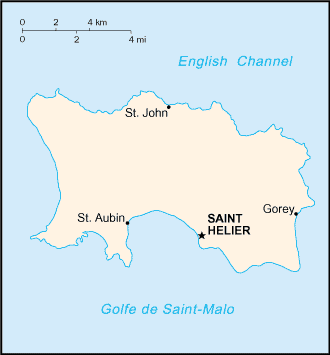